# Manta (Colombia)
Manta es un municipio colombiano ubicado en el nororiente del departamento de Cundinamarca, en la provincia de Almeidas, en la región del Altiplano cundiboyacense conocida como Valle de Tenza. 
Manta está ubicado a 104 kilómetros de Bogotá.

## Toponimia

### Origen lingüístico[3]
- Familia lingüística: Chibcha
- Lengua: Muysccubun

### Significado
El topónimo Manta deriva del muysccubun (idioma muisca), que traduce «A Vuestra Labranza», según el diccionario de Joaquín Acosta Ortegón. Manta presenta los vocablos ma "tuyo, suyo", n "en, de", ta "dominio, labranza".

### Origen / Motivación
Manta es un nombre indígena que ha tenido el poblado desde épocas prehispánicas, tiempo en que conformó una región geoestratégica junto con Machetá y Tibirita, territorios dependientes del Zipa. En tiempos de la independencia esta región fue epicentro de las actividades de la gerrilla de Los Almeydas.
Según el mito fundacional, en la isla que había en medio del antiguo lago, los españoles avistaron la imagen de san Joaquín, por lo que desde entonces fue acogido como santo patrono del municipio. Ese nombre designa también la actual iglesia parroquial de Manta.

### Nombres históricos
- Babaguicanguya (época prehispánica)
- San Joaquín de Manta (1779)

Otro nombre muisca que se mantiene es el de la vereda Fuchatoque, ubicada en el costado oriental del centro urbano, sede de mando del antiguo cacique del mismo nombre.

## Símbolos

### Bandera

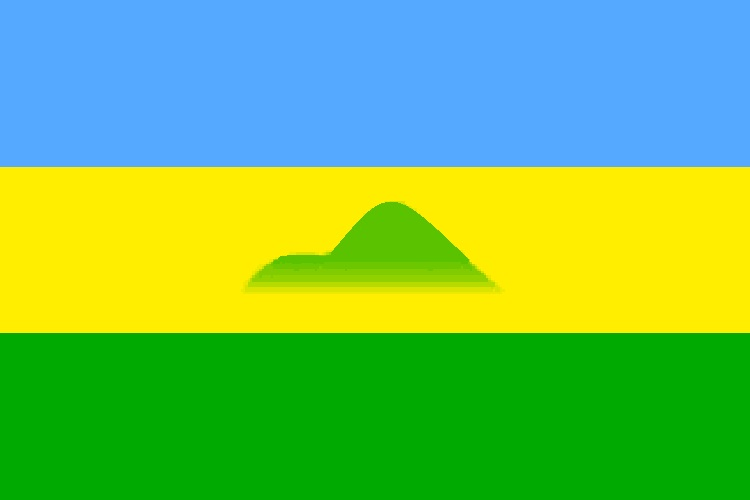
Bandera de Manta.

La bandera o pabellón de Manta se compone de tres franjas horizontales de igual tamaño con los siguientes colores y significados:
- Azul: La primera franja, de color azul claro, simboliza la tranquilidad y fe de los mantunos.
- Amarillo: La segunda franja, de color amarillo, simboliza la riqueza, vitalidad y energía de los mantunos. En el centro de la franja se encuentra una montaña verde que simboliza la laboriosidad de los campesinos mantunos.
- Verde: La tercera franja, de color verde, simboliza la esperanza en el futuro y la riqueza agrícola y ambiental de Manta.

### Escudo

Escudo de Manta.

El escudo de Manta tiene forma polaca y está calzado en tres cuarteles con los tres colores de la bandera. Sobre el escudo hay una divisa en la que se lee en letras mayúsculas: «MANTA "A NUESTRA LABRANZA"». 
En el cuartel central, de color azul, hay una pluma de escribir y un pergamino, símbolos de la cultura y la educación. En el cuartel izquierdo, de color verde, hay un árbol de ceiba, símbolo de fortaleza, sabiduría y libertad, y bajo el árbol una pala, símbolo del trabajo y la laboriosidad. Finalmente, en el cuartel derecho, de color amarillo, hay una montaña, símbolo de la ruralidad, y una pila o fuente de piedra como la que hay en el parque principal del municipio, que simboliza la vida.

## Historia

### Época precolombina
En la época precolombina, el territorio del actual municipio de Manta estuvo poblado por los muiscas. El poblado originario estaba ubicado en los alrededores de la altiplanicie donde se encuentra el actual centro urbano, que antiguamente era un pequeño lago. En el centro de ese lago había una isla. Un antiguo nombre indígena para el poblado de Manta fue Babaguicanguya. 
Dentro de la Confederación Muisca, Manta formaba parte del Zipazgo y era dependiente de Guatavita. Junto con Machetá y Tibirita, formaba tres pueblos estrechamente relacionados.

### Nuevo Reino de Granada
Según el mito fundacional, en la isla que había en medio del antiguo lago, los españoles avistaron la imagen de san Joaquín, por lo que desde entonces fue acogido como santo patrono del municipio. Ese nombre designa también la actual iglesia parroquial de Manta. 
El 7 u 8 de julio de 1593, el oidor Miguel de Ibarra fundó el pueblo de Tibirita. Los habitantes indígenas de Manta fueron trasladados a Tibirita, que quedó establecido como resguardo indígena, mientras que los españoles y mestizos se quedaron para conformar la población de Manta. Para establecer los límites y la jurisdicción del municipio, el territorio fue conformado a partir del área denominada "Manta Grande" adicionando una porción de terreno que abarcaba el antiguo municipio boyacense de Guateque.
En 1595 se registra que la encomendera de Manta era doña Francisca Arias de Monroy, casada con don Francisco Estrada, alguacil mayor de Santafé de Bogotá, e hija de don Cristóbal Arias de Monroy, que fue soldado del adelantado don Gonzalo Jiménez de Quesada.

### Virreinato de Nueva Granada

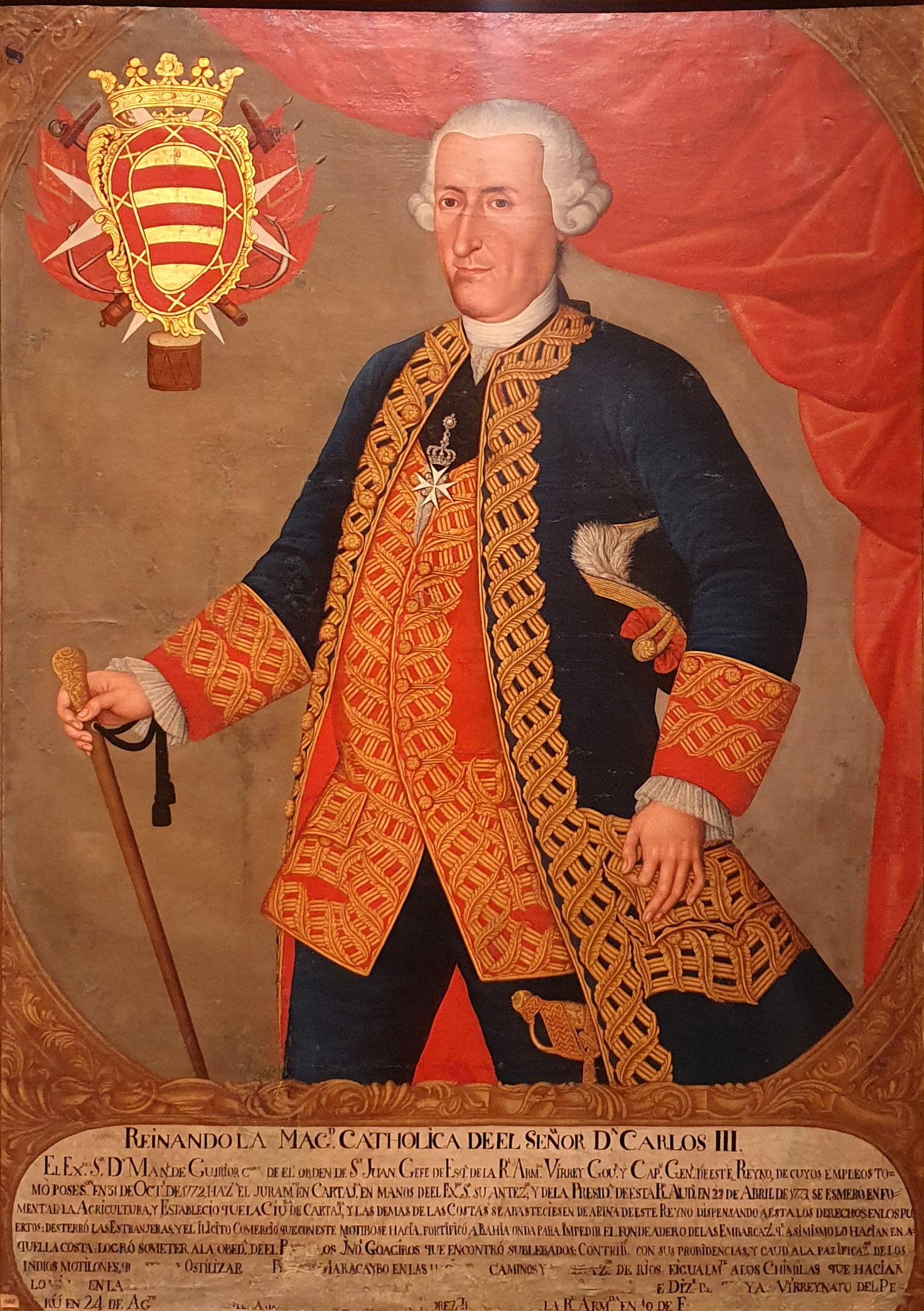
El virrey Manuel Guirior autorizó la fundación de Manta como parroquia en 1772.

Hasta 1702, Manta estuvo bajo jurisdicción de la parroquia de Tibirita; ese año se desmembró de Tibirita y pasó a ser viceparroquia, por autorización del visitador Francisco Pacheco, y ratificada posteriormente por el arzobispo Sanz Lozano. 
El 24 de julio de 1772 el virrey Manuel Guirior autorizó que Manta fuera erigida en parroquia, diligencia que efectuó el presbítero José Joaquín Pompeya, junto con otros fundadores como don Juan José Bernal Ramírez.

### Periodo republicano
En la conformación política de los Estados Unidos de Colombia (1863-1886) se generaron confrontaciones entre los grupos federalistas y centralistas, tanto conservadores como liberales, hacia finales del siglo XIX. Uno de los acontecimientos relevantes fue la conspiración por parte del presidente del Estado Federal de Cundinamarca, general Daniel Aldana (originario de Manta), quien al mando de sus tropas, y con el apoyo de revolucionarios y radicales del federalismo integralista en Bogotá, intentaron un fallido golpe de Estado en contra del Presidente de la Unión Rafael Nuñez. Luego de esto, Daniel Aldana fue destituido de su cargo y Cundinamarca pasó a ser un distrito federal por Decreto 769 del 7 de noviembre de 1885, en el cual se designaría como gobernador al general Jaime Córdoba.

### SigloXX
A comienzos del siglo XX, Manta no quedó exenta de la violencia política que afectó al país, y durante varios años fue escenario de la guerra entre los partidos tradicionales. Algunos caminos muestran todavía trincheras que con el pasar del tiempo se han cubierto de pequeña vegetación.
Manta también es conocida históricamente por ser uno de los posibles lugares de nacimiento del político liberal Jorge Eliécer Gaitán, hijo de la maestra de primaria Manuela Ayala, quien ejercía labores de docencia en la vereda "Peñas".
La actual iglesia de San Joaquín de Manta fue construida entre 1945 y 1952, luego de demoler la antigua capilla colonial. La construcción fue iniciada por iniciativa del sacerdote Benjamín Iregui, cura párroco de Manta, con la ayuda de los habitantes del pueblo, sin ayuda económica externa. La primera piedra fue colocada por monseñor José Abdón López, y fue consagrada por señor Obispo Emilio de Brigard. El constructor fue Antonio Corredor Camargo, el mayordomo Juan de la Cruz Herrera, y el ingeniero el señor Guerra Galindo. Los habitantes de Manta participaron directamente en la construcción. El padre Iregui impuso un impuesto a las bebidas alcohólicas durante los días de mercado para financiar la obra.

## Organización territorial
Manta, además del centro urbano, está compuesta por 18 veredas, que geográficamente están agrupadas en dos grupos, delimitados por el río Aguacías, que surca la mitad del territorio. Las veredas que conforman el municipio son: Bermejal Arriba, Cabrera, Capadocia, Cubia, El Bosque, Fuchatoque, Juan Gordo, Madrid, Manta Grande Abajo, Manta Grande Arriba, Minas, Palmar Abajo, Palmar Arriba, Palogordo, Peñas, Quimbita, Salgado y Salitre.

## Geografía

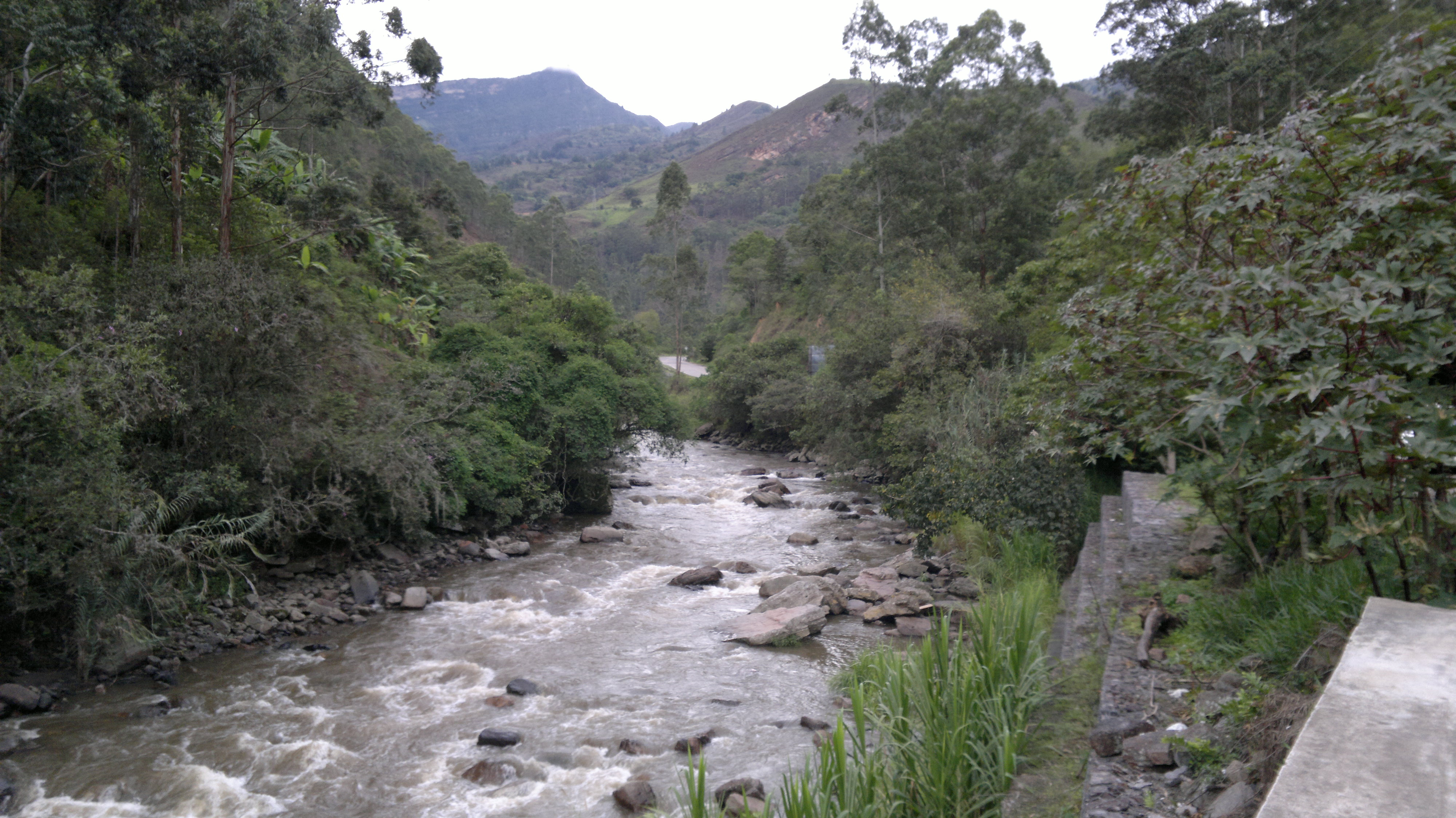
Río Aguacía.

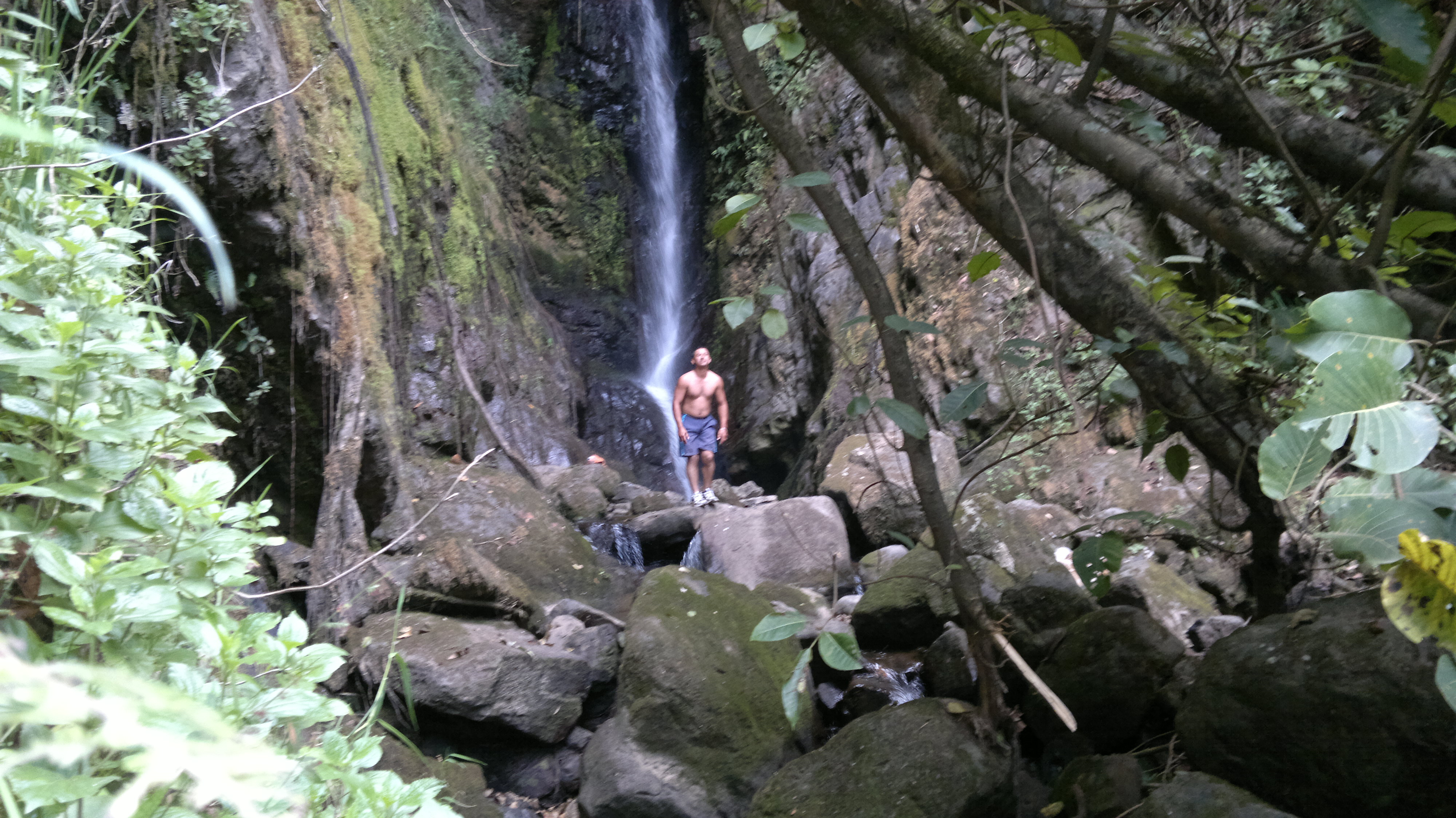
Cascada El Golpe.

El territorio que conforma el municipio de Manta se encuentra en el costado oriental de la Cordillera Oriental de los Andes colombianos. Se trata de un terreno montañoso de irregularidades pronunciadas, con una única altiplanicie donde se ubica la zona urbana. Estas irregularidades hacen que la elevación varíe abruptamente desde los 1.500 a los 3.400 m s. n. m. La altitud máxima, de 3.400 m s. n. m., corresponde al cerro de "La Laguna", también conocido como cerro de "La Petaca".
Manta se ubica en una depresión conformada por la cuenca del río Aguacía, que divide el territorio en dos partes. El territorio está delimitado naturalmente por una cadena montañosa que comienza en el norte y termina en el oriente, donde confluyen los ríos Aguacía y Machetá, que dan origen al río Súnuba, afluente del embalse La Esmeralda (Chivor). En la parte más alta de la cadena montañosa se encuentra la laguna de "El Cerro", o laguna "La Petaca", que se ha establecido como un área de reserva natural del municipio. Existen varias quebradas o arroyos a lo largo de la cadena montañosa que desembocan en el río Aguacía. Algunas de estas quebradas, en su descenso por las montañas, forman saltos de agua como la quebrada de "El Golpe".

### Clima
El clima presenta una temperatura promedio entre los 18 y 23 °C. Se trata de un clima ecuatorial seco correspondiente al ecosistema de bosque de alta montaña (bosque alto andino o bosque de niebla). A pesar de estar afectado por el fenómeno de "El Niño" como en la mayor parte de Colombia, en los temporales y periodos de lluvia intensa de "La Niña" el clima de Manta se mantiene más seco en comparación con la región de la Sabana de Bogotá. Al ubicarse en el costado oriental de la Cordillera Oriental de los Andes, el clima de Manta tiene la particularidad de estar influenciado en mayor medida por los vientos provenientes de los Llanos Orientales colombianos.
La temporada de lluvias va desde mediados de abril hasta mediados de noviembre. Los meses con temporales de mayor sequía son diciembre y enero. Las temperaturas extremas registradas en el centro urbano han sido de 11 °C la más fría y 28 °C la más calurosa.

### Límites municipales
| Noroeste: Machetá | Norte: Machetá | Nordeste: Tibirita (Ríos Machetá y Súnuba Ruta Nacional 56) |
| Oeste: Machetá    |                | Este: Guateque ( Boyacá) (Río Súnuba)                       |
| Suroeste: Gachetá | Sur: Gachetá   | Sureste: Guayatá ( Boyacá)                                  |

## Demografía
Los habitantes del municipio son descendientes en su mayoría de los primeros colonizadores españoles y de los indígenas muiscas. La población ha disminuido a partir de la década de 1960, debido a la migración hacia grandes centros urbanos como Bogotá. Sin embargo, por su ubicación cercana a la Sabana de Bogotá, Manta se ha convertido en un lugar de descanso y veraneo, principalmente de las personas que guardan un vínculo con el municipio. Esto hace que la población varíe significativamente a lo largo del año, en especial en épocas de vacaciones, fines de semana y días festivos. Manta está habitada regularmente por una población aproximada de 4500 habitantes; sin embargo, en las épocas de mayor afluencia de población no residente, esta cifra puede variar entre los 10.000 y 16.000 habitantes, sin contar el ingreso de turistas.

## Economía y comercio
Las principales actividades económicas son la agricultura, la porcicultura y la ganadería. Manta es uno de los principales productores de tomate del departamento de Cundinamarca. En el centro urbano la actividad principal es el comercio. El colegio IED Manta ha acogido el tipo de bachillerato técnico en procesamiento de alimentos, con apoyo de la Gobernación de Cundinamarca y del Servicio Nacional de Aprendizaje (SENA) como proyecto de emprendimiento promovido por el sector público y privado. En las veredas con mayor altitud, ubicadas en límites con los municipios de Gachetá, Machetá y Guayatá, se desarrolla la agricultura y la ganadería. En estas áreas sobresalen los cultivos de papa, y hortalizas. En los últimos años se ha venido implementando el programa de árboles frutales, de los cuales se cosechan durazno, guayaba, mango. También se destacan las actividades avícolas.

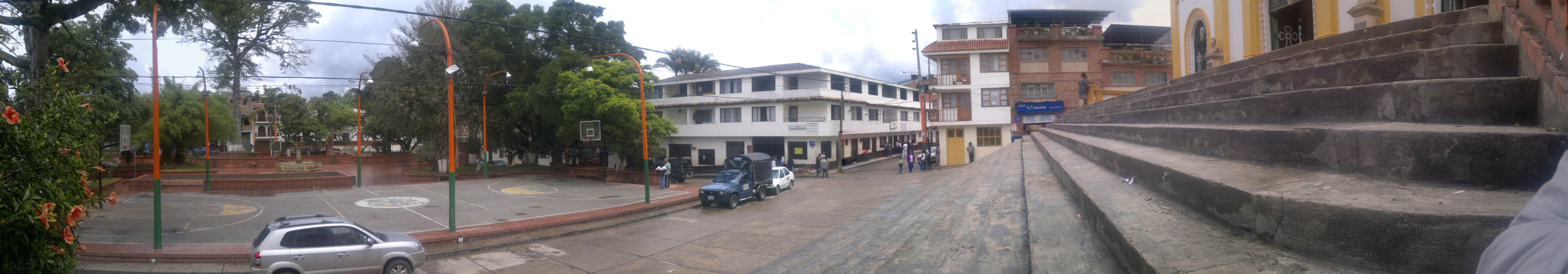
Vista panorámica del parque principal de Manta.

## Educación
El principal centro de educación es la Institución Educativa Departamental de Manta (INEDIM), que incluye las escuelas primarias rurales, el colegio Nuestra Señora de Fátima y el colegio departamental integrado de Manta. Este último ofrece los programas de educación media básica y bachillerato técnico en procesamiento de alimentos. También se ha iniciado el bachillerato para adultos del programa SAT (Sistema de Aprendizaje Tutorial) perteneciente a la misma institución pública.

## Cultura

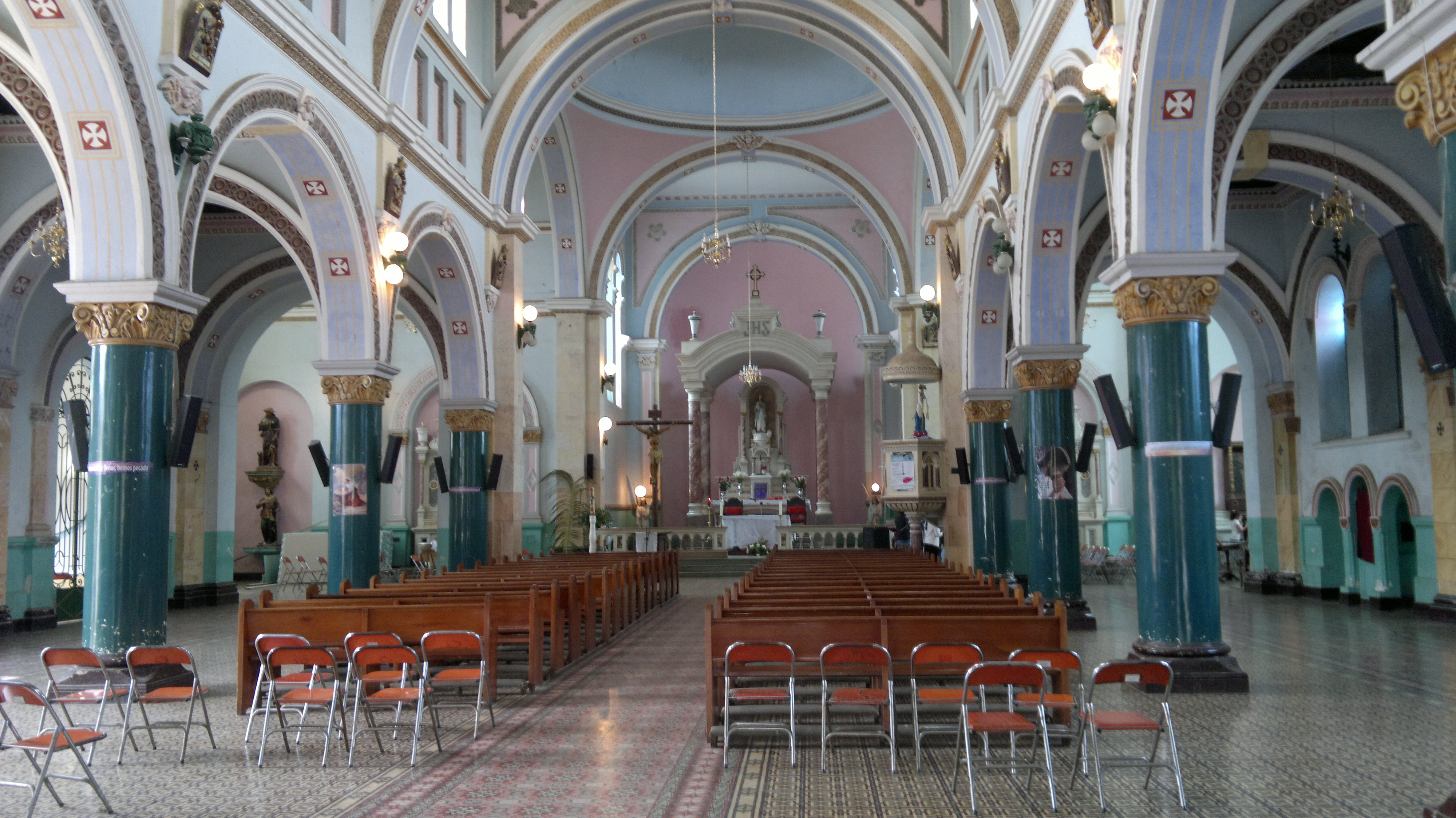
Vista interior de la catedral de San Joaquín de Manta.

### Religión
La mayoría de la población en Manta sigue la religión católica, y en menor grado existe una pequeña comunidad cristiana evangélica y población no religiosa. Uno de los íconos principales del municipio es la catedral de San Joaquín, que fue construida en el anterior campo santo que ocupaba la primera capilla a mediados del siglo XX.

### Mitos y leyendas
Algunos mitos y leyendas de la tradición oral de los habitantes de Manta incluyen historias como las de los "mohanes", legendarios seres humanoides de las fuentes acuáticas que en las épocas de lluvias arrasan con propiedades y arrastran sus tesoros bajo la tierra del río Aguacía. 
También se menciona la tradición del "cucacúi", brujo de andanzas nocturnas que, transportado en una caña de Castilla, ronda el municipio en busca de un lugar donde habitar. Su manera de asustar a la gente es haciendo silbidos en el silencio de la noche, que antes del amanecer debe buscar refugio en los calderos de las enramadas (lugares donde se procesa la miel de la caña de azúcar). 
Son igualmente conocidas las historias de brujas que se convierten en aves nocturnas y rondan por el espacio aéreo.

### Turismo
Durante los últimos años, Manta se ha convertido en un lugar de descanso de la agitada vida de los grandes centros urbanos. Existen algunos destinos turísticos naturales como el salto de la Quebrada del Golpe, la Laguna La Petaca y el Pozo de las Juntas.  La laguna La Petaca ubicada a 3.200 m s.n.m. se ha constituido en reserva natural junto al bosque nativo aledaño y el cerro de la Petaca, que es el punto de mayor altitud de la cadena montañosa, a 3.400 m.s.n.m. Esta reserva se encuentra bajo la administración del municipio, y es visitada en la excursión anual programada en la primera semana de enero.
El municipio también ha desarrollado infraestructura para actividades deportivas y recreativos como el estadio y centro deportivo y la piscina municipal. Puesto al gran crecimiento del municipio, Manta también se caracteriza por ser un lugar hermoso donde miles de familia llegan en sus vacaciones para descansa. Cabe señalar que la mayor parte de población turística llega para la celebración de sus ferias y fiestas en enero, y la celebración del festival campesino de la arepa y la gallina, donde miles de visitantes comparten y se divierten pasando un agradable rato con nuestro maravilloso municipio.
Festividades:
- Festival de la Arepa con Gallina Campesina: Celebrado en el primer día festivo de octubre, en ese día se realiza el festival gastronómico y un encuentro cultural y deportivo.
- Ferias Agropecuarias y Ganaderas Mitaca: Se realizan en junio y en diciembre.

## Movilidad
El municipio de Manta se conecta desde Bogotá por la Autopista Norte y desde Chía hasta la Represa del Sisga en Chocontá por la Ruta Nacional 55 y luego, desde esta última hasta los límites de Tibirita con Manta en la Ruta Nacional 56 hacia el municipio boyacense de Guateque, por el río Súnuba se ingresa por troncal departamental de la vereda El Salitre hasta el casco urbano al suroeste y de allí se conecta a la Provincia del Guavio por Gachetá. 

## Mantunos ilustres
- Daniel Aldana: General nacido en Manta entre 1831 y 1832. Fue abogado, político y militar, presidente del Estado de Cundinamarca y del Estado de Antioquia. Inició la construcción del Ferrocarril de la Sabana y construyó la carretera de Cambao. Murió en Bogotá el 25 de septiembre de 1911.